# Ambulocetus
Ambulocetus ("chodící kytovec") byl rod vývojově primitivního kytovce žijící během eocénu, v geologickém věku lutet. Znám je jediný druh, Ambulocetus natans, jehož fosilní pozůstatky byly odkryty v Pákistánu. Dosahoval délky 3 metrů, vážil 180 kilogramů a byl zřejmě schopný obývat jak suchou zem, tak vodní prostředí. Paleontologové se i tak domnívají, že byl již spíše obojživelný. Nalezené zuby Ambuloceta jsou také velmi podobné chrupu pozdějších kytovců. Také se, na rozdíl od krokodýlů, pohyboval podobně jako velryby.
Formálně byl tento druh popsán v roce 1994. Podobnými formami jsou také zástupci rodů Pakicetus z Pákistánu a Protocetus z území Egypta.

## V populární kultuře
Ambulocetus je vyobrazen v první části fiktivně-dokumentárního seriálu Putování s pravěkými zvířaty (v orig. Walking with Beasts). Příběh vypráví o tom, že jeden Ambulocetus opustí pobřežní vody, aby se vydal na lov do vnitrozemí v pravěkém Německu. Objevuje se také v epizodě Kytovci ze série Evoluce (Evolutions).